# Soundovik
Le Soundovik (Су́ндовик) est une rivière de Russie située dans l'oblast de Nijni Novgorod. C'est un affluent droit de la Volga. La rivière traverse les territoires du raïon de Bolchoïe Mourachkino, du raïon de Boutourlino et du raïon de Lyskovo. 
Sa source se trouve à 4-5 km du village de Kartmazovo et la rivière se jette dans la Volga à côté du village d'Issady dans le raïon de Lyskovo à 58 m d'altitude.

## Description

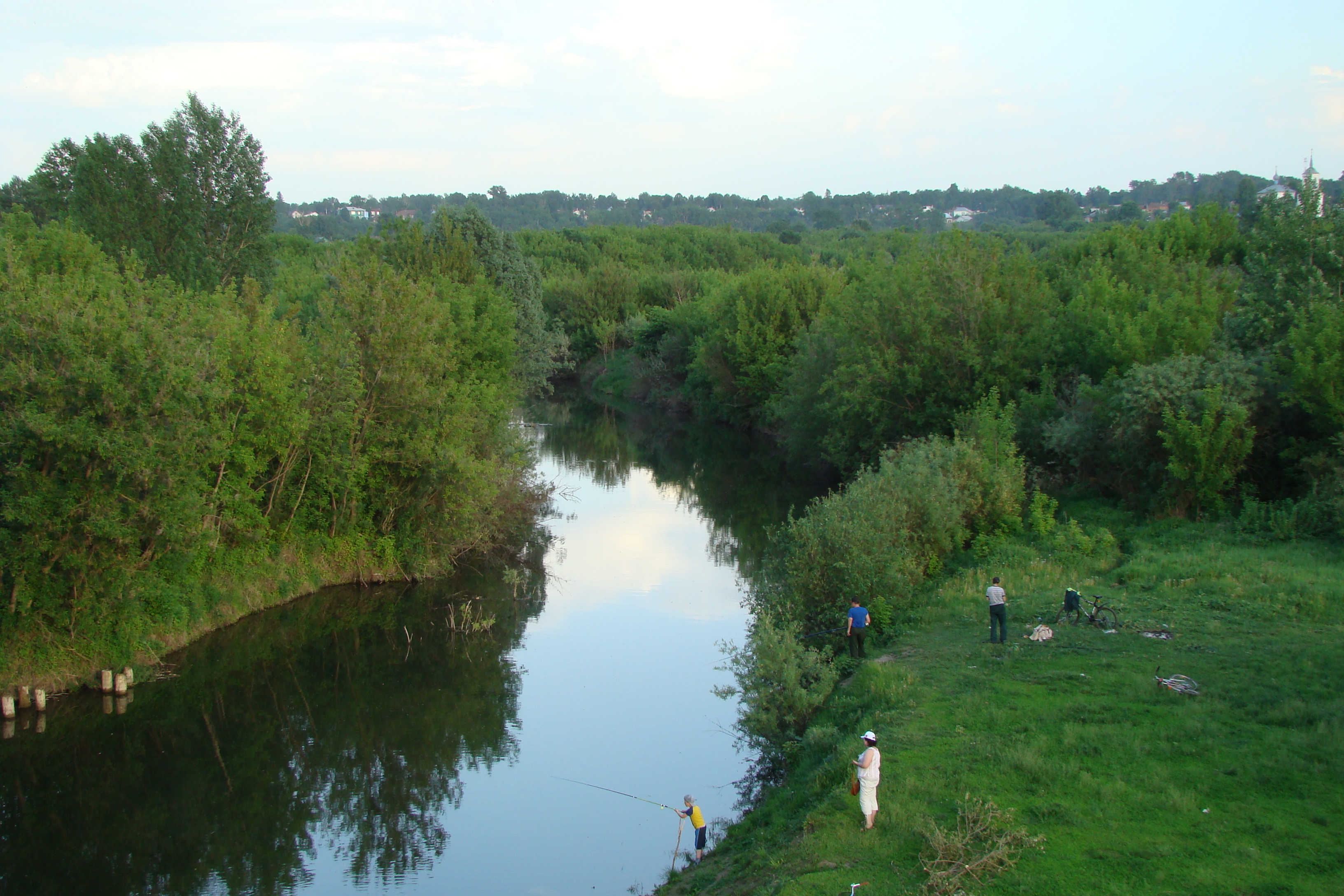
Le Soundovik près du mont Olenina.

Le Soundovik s'étend sur 97 km, pour un bassin de 1 120 km². Sa largeur dans son cours moyen est d'environ 15-20 mètres, et près de son embouchure à 35-40 m. Il est d'une profondeur de 1 à 2 mètres, sa profondeur maximale étant de 4 mètres. Il forme un réservoir sur le territoire de la commune urbaine de Bolchoïe Mourachkino. Son affluent le plus important est la rivière Poujava.

## Faune
La rivière abrite différentes sortes de poissons dont des carpes, carassins, perches, vandoises, ablettes, chevesnes, gardons, goujons, vairons, brochets...

## Affluents
(de la source)
- 7 km: Balava (rd)[2]
- 12 km: Mounarka (rd)[3]
- 34 km: Kirinka (rd)[2]
- 35 km: Kirilka (rg)[2]
- 43 km: Salaï (rd)[2]
- 50 km: Poujava (rg)[2]
- 56 km: Palets (rd)[2]
- 63 km: Oudoma (Oudomka[4]) (rg)
- 74 km: Mourachka (rd)[5]

## Localités
La rivière traverses les localités suivantes:
- Kartmazovo
- Niélioubovo
- Rojdestveno
- Bolchoïe Mourachkino
- Sovietski
- Klioutchichtchi
- Gorodichtchi
- Papoulovo
- Ramechki
- Loubiantsy
- Chakhmanovo
- Siomovo
- Letnevo
- Kirikovo
- Lyskovo
- Issady